# Saint-Hippolyte (Cantal)
Saint-Hippolyte (okzitanisch: Sant Ipolite) ist eine französische Gemeinde mit 98 Einwohnern (Stand: 1. Januar 2022) im Département Cantal in der Region Auvergne-Rhône-Alpes. Sie gehört zum Kanton Riom-ès-Montagnes und zum Arrondissement Mauriac. 

## Lage
Saint-Hippolyte liegt etwa 41 Kilometer nordnordöstlich von Aurillac.
Nachbargemeinden sind Apchon im Norden, Cheylade im Süden und Osten sowie Collandres im Westen.

## Bevölkerungsentwicklung
| Jahr                       | 1962 | 1968 | 1975 | 1982 | 1990 | 1999 | 2006 | 2011 | 2016 |
| -------------------------- | ---- | ---- | ---- | ---- | ---- | ---- | ---- | ---- | ---- |
| Einwohner                  | 281  | 235  | 209  | 149  | 140  | 122  | 113  | 106  | 116  |
| Quellen: Cassini und INSEE |      |      |      |      |      |      |      |      |      |

## Sehenswürdigkeiten
- Kirche Saint-Hippolyte aus dem 11. Jahrhundert, seit 1934 Monument historique
- Heiligtum Notre-Dame-de-la-Font-Sainte

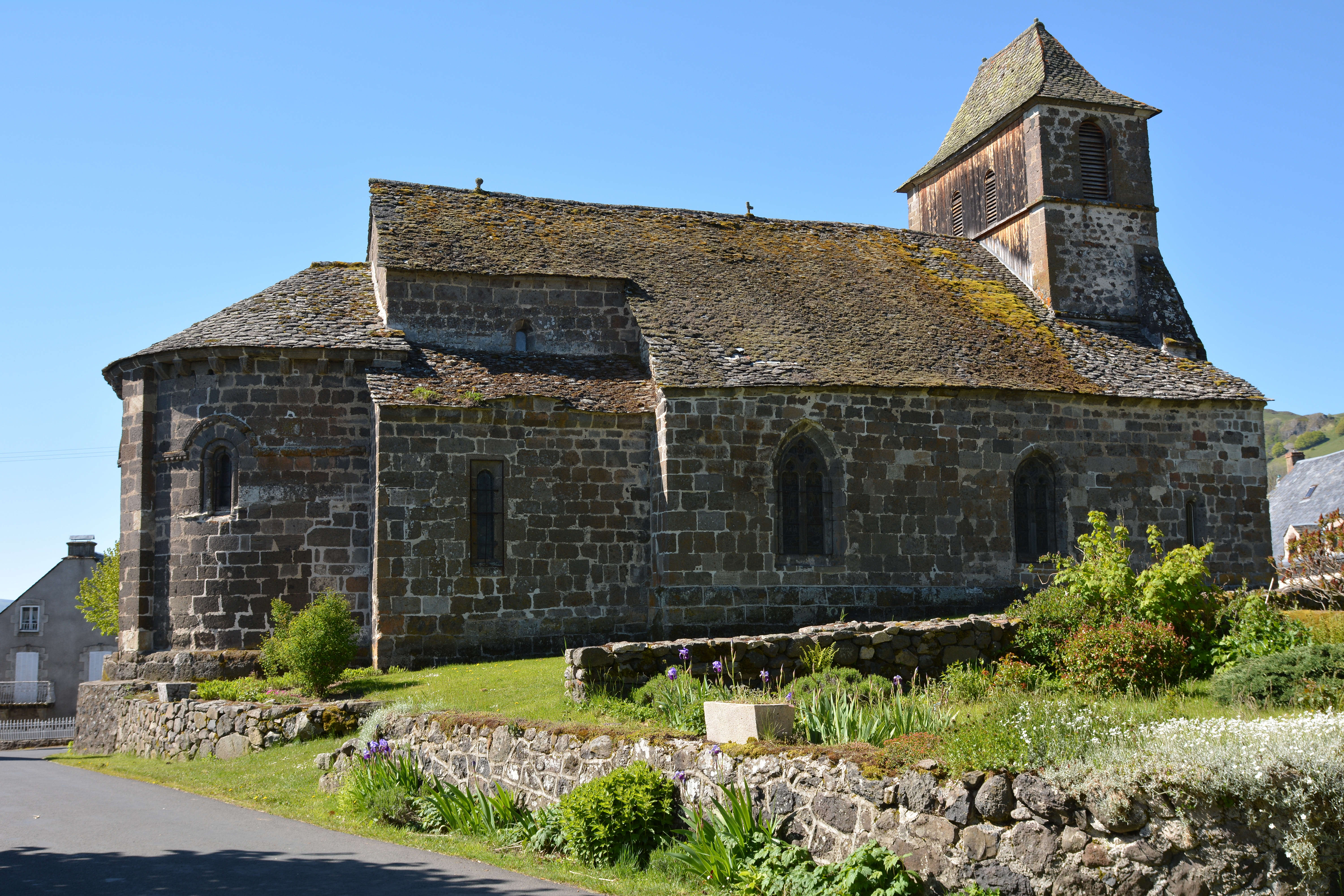
Kirche Saint-Hippolyte